# Гейтен Матараццо
Гаетано Джон «Гейтен» Матараццо III (англ. Gaetano John "Gaten" Matarazzo III, (/ˈɡeɪtən ˌmætəˈræzoʊ/ GAY-tən MAT-ə-RAZ-oh, Італійською: [ɡaeˈtaːno mataˈrattso], нар. 8 вересня 2002, Нью-Лондон) — американський актор. Найбільш відомий за роллю  Дастіна Хендерсона в телесеріалі Netflix «Дивні дива». Він також виконав роль Гавроша у бродвейській постановці мюзиклу «Знедолені» (2014). У 2017 році знявся в кліпі Кеті Перрі «Swish Swish».

## Персональне життя
У нього є старша сестра і молодший брат. Матараццо має клейдокраніальну дисплазію (cleidocranial dysplasia, CCD), властивість, якою він ділиться зі своїм персонажем в «Дивні дива». Він використовує зубні протези внаслідок свого стану, і він використовує свою славу для підвищення обізнаності про це.
З 2018 року Матараццо перебуває у стосунках з актрисою Елізабет Ю.

## Філантропія
Матараццо використовує свій вплив для підвищення обізнаності про CCD та збір коштів для CCD Smiles, організації, яка допомагає покривати витрати на пероральні операції для тих, хто має дизостоз з клерокраніалом. Матараццо також запустив лінійку футболок, виручка яких надійде на CCD Smiles. На своїх сторінках у соціальних мережах Matarazzo активно сповіщає своїх послідовників про те, як пожертвувати CCD Smiles та різні події, в яких він буде брати участь. Нещодавно його сестра також розпочала кампанію у Facebook за збір грошей на організацію.

## Фільмографія

### Серіали
2015 –  Чорний список/ The Blacklist – Фінн
2016 – Дивні дива/Stranger Things – Дастін Хендерсон

### Фільми
2018 – Брехня Зака/Zach's Lie – Дарелл Гілл
2019 – Angry birds 2/ The Angry Birds Movie 2  –  Бубба (голос) 
2022 – Товариство пошани/Honor Society  – Майкл Діпницький
2022 – Дракон мого батька/My Father's Dragon  – Борис Дракон (голос)

## Театр
| Рік  | Назва                       | Оригінальна назва              | Роль                     | Театр                        |
| ---- | --------------------------- | ------------------------------ | ------------------------ | ---------------------------- |
| 2011 | Прісцилла, королева пустелі | Priscilla, Queen of the Desert | Бенджамін                | Палас, Бродвей               |
| 2014 | Знедолені                   | Les Misérables                 | Гаврош / маленький Жерве | Імперіал, Бродвей            |
| 2018 | Попелюшка                   | Cinderella                     | Jean-Michael             | Pinelands Regional Thespians |
| 2019 | У хащі                      | Into the Woods                 | Jack                     | Hollywood Bowl, Los Angeles  |

## Нагороди та номінації
| 2017 | Премія Гільдії кіноакторів США |                                                   |            |          |  |
| 2017 | Премія Гільдії кіноакторів США | Найкращий акторський склад у драматичному серіалі | Дивні дива | Перемога |  |